# Straßenbahn Bohumín
Die Straßenbahn Bohumín war ein städtischer Straßenbahnbetrieb in Bohumín (Oderberg) in Tschechien. Die einzige Linie führte vom Bahnhof Bohumín an der Österreichischen Nordbahn in Nový Bohumín (Neu Oderberg) als Überlandbahn zur Stadt Bohumín. Zuletzt als Teil der Straßenbahn Ostrava betrieben, wurde die Strecke 1973 stillgelegt und abgebrochen.

## Geschichte
Die bis 1847 errichtete Strecke Wien–Krakau der ausschließlich priv. Kaiser Ferdinands-Nordbahn (KFNB) verlief fast geradlinig durch die Niederungen von March und Oder. Auch der Bahnhof der Stadt Oderberg war infolgedessen drei Kilometer östlich der Stadt gebaut worden. Mit dem Bau der Strecke Kandrzin–Oderberg der Wilhelmsbahn im Jahr 1848 wurde Oderberg schon früh zu einem Eisenbahnknoten an der Staatsgrenze zwischen Österreich und Preußen. Dazu kam ab 1869 noch die Kaschau-Oderberger Bahn (KOB) nach Ungarn. Auf den preisgünstigen Grundstücken am Bahnhof entstand die Ansiedlung Neu-Oderberg, die später wirtschaftlich bedeutender war als die alte Stadt Oderberg.
In dieser Situation beriet der Rat der Stadt Oderberg erstmals am 13. September 1897 das Projekt einer Bahnverbindung zwischen Bahnhof und Stadt. Am 24. November 1902 erhielt die Stadtgemeinde Oderberg durch Veröffentlichung im Reichsgesetzblatt die Konzession

„zum Baue und Betriebe einer schmalspurigen Kleinbahn mit Pferdebetrieb vom Bahnhofe Oderberg der k.k. priv. Kaiser Ferdinands Nordbahn zur Stadt Oderberg.“

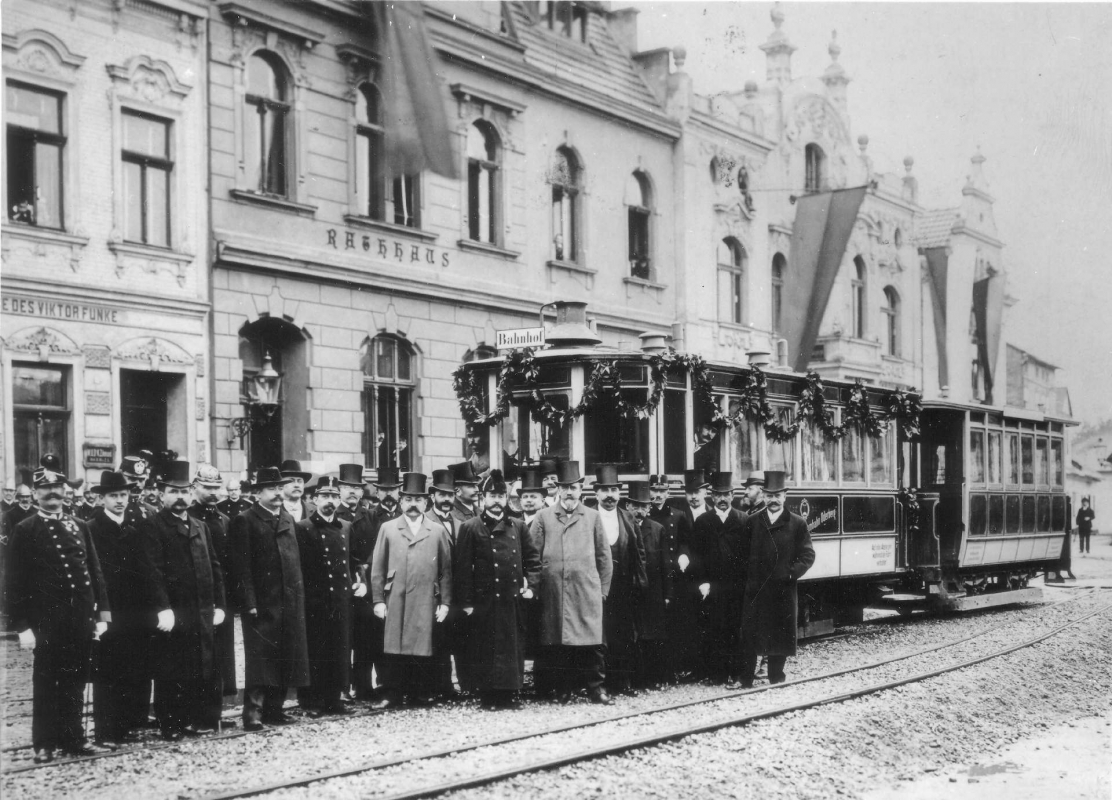
Eröffnung des Dampfbetriebes auf dem Ring in Oderberg (13. Oktober 1903)

Am 22. Dezember 1902 wurde die Strecke als Städtische Trambahn Oderberg mit einer Spurweite von 760 mm (Bosnische Spur) eröffnet. Bereits am 13. März 1903 bewilligte der Oderberger Stadtrat den Kauf von zwei Dampftriebwagen, um den Pferdebetrieb abzulösen. Am 13. Oktober 1903 wurde der Betrieb mit den beiden Dampfmotorwagen aufgenommen. Die Firmierung der Straßenbahn änderte sich entsprechend in Städtische Dampf-Trambahn Oderberg.
Am 27. April 1913 beriet der Oderberger Stadtrat über die Aufnahme des Güterverkehrs und den Bau abzweigender Schleppbahnen. In den Jahren 1914 und 1915 wurden die Umschlaganlagen am Bahnhof Oderberg („Bachrach“) errichtet, zu denen eine neu gebaute Zweigstrecke führte. Eine lange Schleppbahn wurde 1916 zur Kiesgrube am Oderufer gebaut, die von der Strecke Polnisch-Ostrau–Freistadt der SLEB abzweigte. Ansonsten waren der Schlachthof, die Ziegelei Berger, die Pechfabrik Weinreb, der Kohlehandel Smetana, die Walzmühle Jeziorski, die Seifensiederei Vogt und die Fischfabrik Kalla mit kurzen Schleppgleisen angebunden. Am 14. März 1916 wurde der Güterverkehr offiziell aufgenommen.
Am 5. Juni 1913 legen die Österreichischen Siemens-Schuckert-Werke (ÖSSW) ein Projekt zur Elektrifizierung der Strecke vor. Der elektrische Betrieb auf der vom Reiseverkehr genutzten Strecke wurde am 23. September 1915 mit geliehenen Fahrzeugen der Schlesischen Landeseisenbahnen (SLEB) aufgenommen. Die Schleppbahnen und der Güterbahnhof Bachrach erhielten keine Fahrleitung. Der Verkehrsbetrieb firmierte fortan als Städtische Elektrische und Schleppbahnen in Oderberg (tschechisch ab 1919: Městská elektrická dráha a městské vlečné dráhy v Bohumíně).
Die Schlesischen Landeseisenbahnen eröffneten am 7. Dezember 1913 die Strecke Deutsch Leuthen–Oderberg und am 2. Juli 1914 die Strecke Hruschau–Oderberg mit identischen technischen Parametern. Am Bahnhof Oderberg war fortan ein Umsteigen zwischen den Zügen beider Verkehrsbetriebe gewährleistet. Gleisverbindungen zum Austausch von Wagen gab es am Bahnhof und an der Ausweiche Amerika in Neu Oderberg.
Im Jahr 1924 scheiterten Verhandlungen zum Verkauf des Betriebes an die Schlesischen Landeseisenbahnen. Lediglich die Schleppbahn zur Kiesgrube wurde 1937 an die Fa. Lanna verkauft.

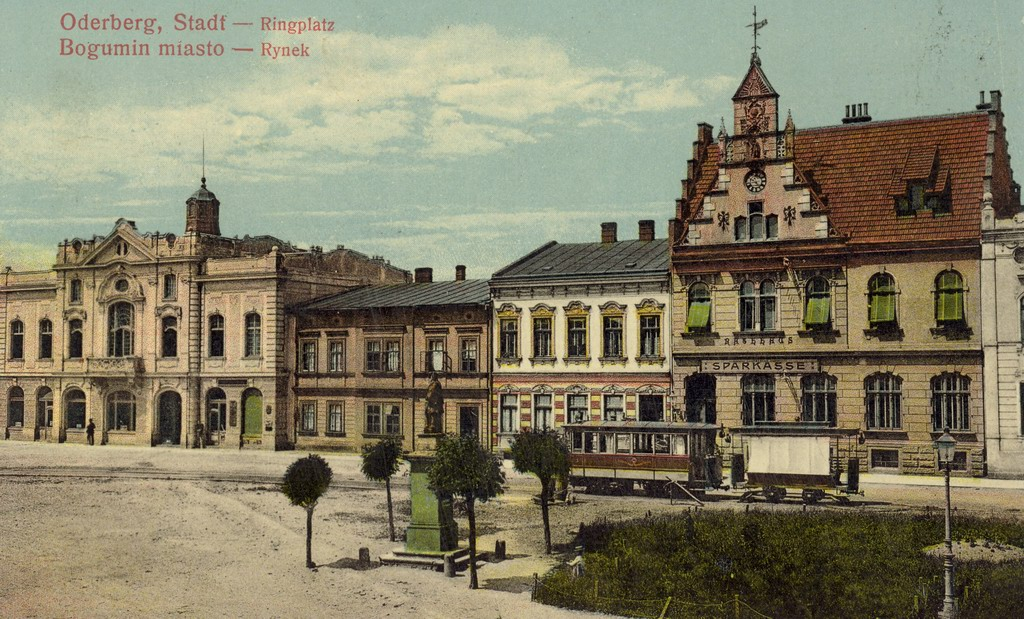
Dampfwagen 1 mit Sommerbeiwagen auf dem Ring in Oderberg (vor 1915)

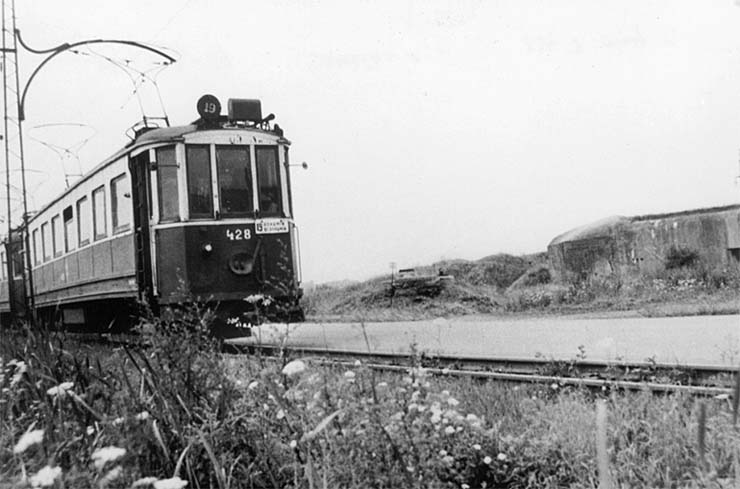
Triebwagen 428 der DPmO (ex. MDOK 8) auf der Überlandstrecke (1960er Jahre)

Am 14. März 1947 wurde die Betriebsführung durch die Schlesische Landeseisenbahnen übernommen. Zum 1. April 1947 ging der Betrieb auch rechtlich in den Schlesischen Landeseisenbahnen auf. Der Güterverkehr wurde eingestellt. Nach der Machtübernahme der Kommunisten in der Tschechoslowakei im Februar 1948 wurden auch die Schlesischen Landeseisenbahnen als eigenständiger Verkehrsbetrieb aufgelöst und zum 1. Oktober 1949 in die Verkehrsbetriebe der Stadt Ostrava (Dopravní podniky města Ostravy; DPmO) eingegliedert. Die Linie Nový Bohumín–Starý Bohumín erhielt im Netz der Straßenbahn Ostrava die Liniennummer 14, ab 1967: Linie 19.
Die DPmO setzten auf der Linie fortan Fahrzeuge ein, die von den Schlesischen Landesbahnen und der Lokalbahn Ostrau–Karwin stammten. Am 21. Oktober 1968 wurde die Linie vom Endpunkt in der Oderberger Altstadt bis zum Krankenhaus zurückgezogen, wo die Züge fortan in einer Stumpfendstelle wendeten. Während der Besuchszeiten des Krankenhauses verkehrten teilweise Drei-Wagen-Züge, ansonsten genügte fortan ein einzeln laufender Triebwagen für das geringe Verkehrsaufkommen.
Die verbliebene Strecke Bohumín, nádraží–Bohumín, nemocnice wurde am 1. August 1973 stillgelegt und später abgebrochen. Gleichzeitig endete auch der Bahnbetrieb auf dem Reststück der früheren Landesbahnstrecke Ostrava–Fryštát zwischen Hrušov und Nový Bohumín und damit der Betrieb auf den Schmalspurstrecken der DPmO insgesamt.

## Fahrbetriebsmittel

Dampflokomotive P.1

Zu Beginn gab es zunächst nur vier Personenwagen für den Pferdebahnbetrieb, von denen zwei als offene Sommerwagen ausgeführt waren. Technisch angepasst, wurden sie auch später noch als Beiwagen für die Dampf- und elektrischen Triebwagen verwendet.
Zur Einführung des Dampfbetriebes wurden 1904 zwei zweiachsige Triebwagen von J. Rohrbacher mit einem Dampfkessel der Maschinenfabrik Komarek beschafft. 1904 folgte noch ein weitgehend baugleicher, der gebraucht von den Niederösterreichischen Landesbahnen (NÖLB) übernommen wurde. Dort hatte das Fahrzeug die Nummer 11 getragen.
1916 wurden weitere drei große Dampftriebwagen von den NÖLB übernommen, die sich auf der Mariazellerbahn nicht bewährt hatten. Einer wurde nach Aufnahme des elektrischen Betriebes zu einem elektrischen Triebwagen umgebaut, ein zweiter wurde ein Beiwagen. Der dritte wurde für den Güterverkehr genutzt.
Im Jahr 1920 wurde ein vierachsiger elektrischer Triebwagen von Nesselsdorf mit elektrischer Ausrüstung von ÖSSW beschafft. Das Fahrzeug kam noch zu den DPmO und wurde später als Beiwagen bei der Kindereisenbahn Prešov eingesetzt. Er gehört heute zum Bestand des Slowakischen Landwirtschaftsmuseums Nitra.
Der Güterverkehr wurde mit drei kleinen Dampflokomotiven abgewickelt, die gebraucht erworben wurden.

## Relikte

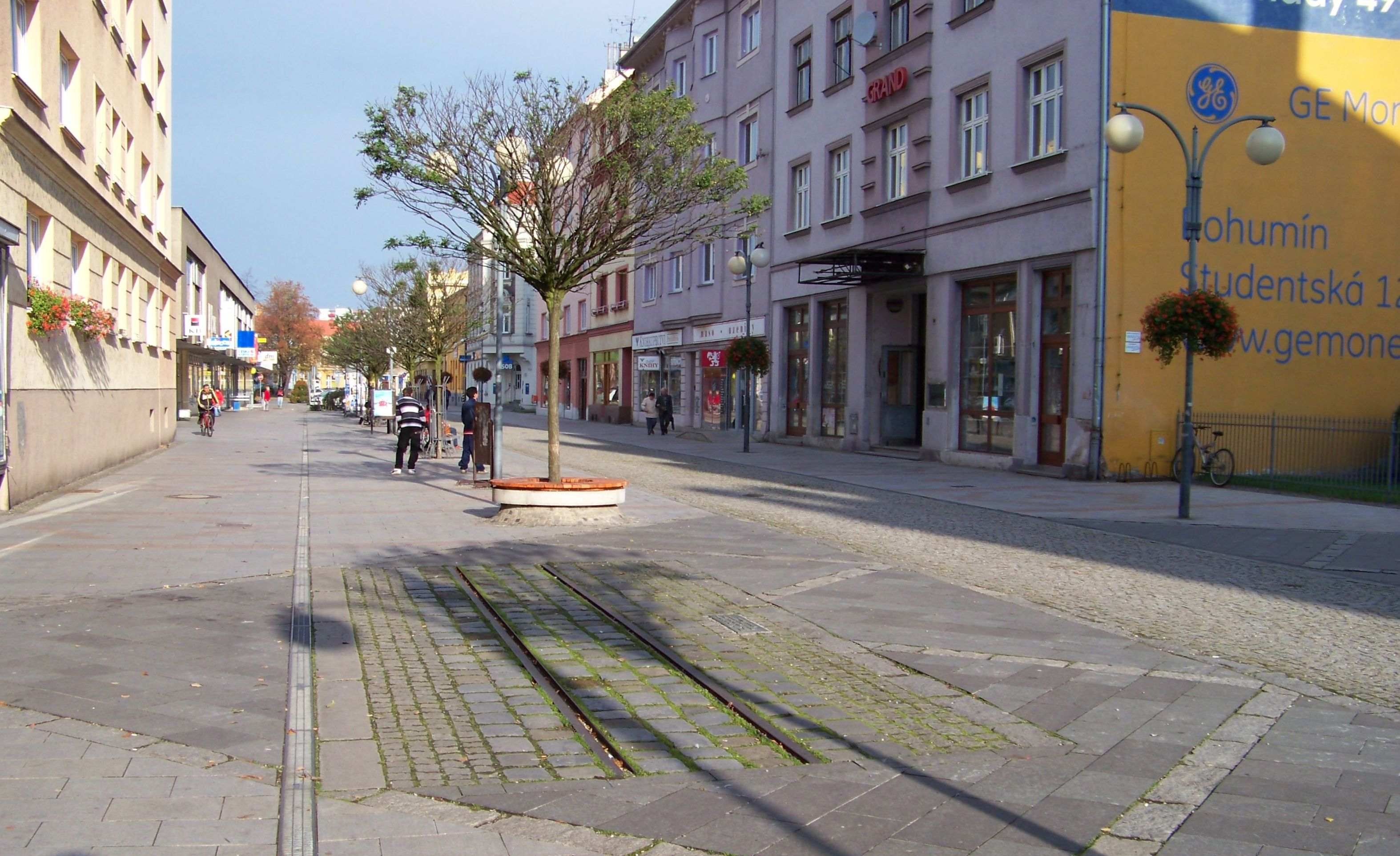
Gleisstück in der tř. Dr. E. Beneše in Nový Bohumín (2013)

An die Straßenbahn in Bohumín erinnern heute nur noch wenige Relikte. In Bohumín ist die Remise von 1904 noch vorhanden. Sie wird gewerblich nachgenutzt.
Als Denkmal an den Straßenbahnbetrieb wurden auf dem Fußgängerboulevard třida Dr. E. Beneše in Nový Bohumín einige Meter Gleis neu verlegt. Die Stadt Bohumín plant zudem, ein Replikat eines Dampftriebwagens erstellen zu lassen und dieses im öffentlichen Raum zu präsentieren.